# ブエノスアイレス・フィルハーモニー管弦楽団
ブエノスアイレス・フィルハーモニー管弦楽団（ブエノスアイレスフィルハーモニーかんげんがくだん、スペイン語: Orquesta Filarmónica de Buenos Aires）は、アルゼンチンのブエノスアイレスに本拠を置くオーケストラ。

## 概要
1946年にランベルト・バルディを初代音楽監督に迎え、市立劇場交響楽団 (Orquesta Sinfónica del Teatro Municipal) として設立され、1948年にブエノスアイレス市交響楽団 (Orquesta Sinfónica de la Ciudad de Buenos Aires) に改称、1953年にはテアトロ・コロンを本拠地とし、1958年に現在の名称となった。

自国出身のバレンボイム、アルゲリッチ、ゲルバーの他、カラヤン、フルトヴェングラー、マゼール、メータなどが指揮者として客演し、ブレンデル、オイストラフ、クレーメル、ロストロポーヴィチなどが独奏者として共演している。

1990年代には、3度の欧州ツアーを行っている。
録音では、バレンボイムがオーケストラを率いタンゴ音楽を演奏している「Tango Argentina」が、「ウィーンのニューイヤーコンサートに対するブエノスアイレスの回答」として、高く評価されている。
2005年から17年間、エンリケ・アルトゥーロ・ディメケが音楽監督を務めた。2025年からギリシャ出身の女性指揮者ゾーイ・ゼニディが音楽監督を務める。

## 歴代音楽監督
- ランベルト・バルディ (1946年-1951年)
- ペドロ・イグナチオ・カルデロン (1966年-1980年)
- スタニスワフ・ヴィスウォツキ (1980年-1981年)
- アントニオ・ルッソ (1981年-1982年)
- ペドロ・イグナチオ・カルデロン (1983年-1990年)
- ペドロ・パブロ・ガルシア (1995年-不明)
- エンリケ・アルトゥーロ・ディメケ（英語版） (2005年-2022年)[7]
- ゾーイ・ゼニディ（英語版） (2025年- )[8]